# تد کاهلر
تد کاهلر (به انگلیسی: Ted Kaehler) (متولد ۱۹۵۰)، یک دانشمند علوم کامپیوتر آمریکایی است که بابت نقشش در توسعه روش‌های متعدد سیستمی معروف است. او بیشتر به دلیل سهمی که در زبان‌های برنامه‌نویسی اسمال تاک، اسکوییک و سیستم هایپرکارت اپل کامپیوتر و سایر فناوری‌های توسعه یافته در زیراکس PARC داشت، مورد توجه قرار گرفت.

## پس‌زمینه
کاهلر پسر یک انجنیر مکانیک است و با تعمیر کردن بازیچه‌های مکانیکی بزرگ شد. در طول دهه ۱۹۶۰ او با دنبال نمودن یک مقاله منتشر شده در Scientific American یک کامپیوتر ساخت. او به دبیرستان Gunn، یک مدرسه دولتی در پالو آلتو، کالیفرنیا رفت و در سال ۱۹۶۸ میلادی فارغ‌التحصیل شد. زمانی که کاهلر متعلم دبیرستان بود، در جاییکه بعداً به نام صنعت‌های Fairchild نامگذاری شد، در یک شغل تابستانی پذیرفته شد. در جریان کارش او زبان برنامه‌نویسی Fortran را یادگرفت. او در جریان روزهای مدرسه با اولین کامپیوتر، یک IBM 1620، معرفی شد که توسط مدرسه یک‌پارچه پالو آلتو در ناحیه اداره می‌شد. کاهلر پس از آن به دانشگاه استانفورد رفت و فیزیک خواند، برنامه‌نویسی را زیر نظر دونالد نوت آموخت، زبان APL را یادگرفت و با دان انگالز ملاقات کرد. او لیسانس‌اش را در سال ۱۹۷۲ در فیزیک گرفت. پس از آن، زیراکس یک برنامه آزمایشی را با دبیرستان Gunn آغاز کرده و به آن‌ها یک زیراکس آلتو را قرض داد.

## زیراکس PARC
انگالز زمانی که قراردادی را با زیراکس گرفت، کاهلر را به PARC معرفی کرد. آن‌ها یک تیمی را ساختند که جورج وایت نیز در آن بود، کسی که از قبل در این شرکت روی نرم‌افزار شناسایی گفتار (speech recognition) کار می‌کرد. در طول سال‌های اولش در PARC، او به دانشگاه کارنگی میلون رفت و در سال ۱۹۷۶ میلادی کارشناسی ارشدش را در علوم کامپیوتر گرفت. در دهه ۱۹۸۰ طبق گزارش‌ها او فناوری حقیقت مجازی (VR) را نشان می‌داد که شامل یک کاربر در بازی سه بعدی Maze War بود. این نمایش با موفقیت پاسخی را در جهان به کاربر دیگری در دنیای واقعی بیان کرد. این توسعه به عنوان اولین مرجع آواتار محور از این نوع فناوری VR معرفی شده‌است.
کاهلر همچنین به عنوان یکی از پژوهش‌گران در PARC که به استیف جابز در مورد سه ابتکار شرکت معلومات می‌دهد، مستند شده‌است: رابط کاربری گرافیکی (GUI) کامپیوتر زیراکس آلتو، اسمال تاک و شبکه Ethernet در PARC.‏

### اسمال تاک
کاهلر بخشی از گروهی تحت رهبری دکتر آلان کی بود، کسی که مفهوم رایانش شبکه‌ای را از طریق اسمال‌تاک اصلاح کرد. این سیستمی است که با زبان LISP جان مک‌کارتی و زبان برنامه‌نویسی شبیه‌سازی Simula، نسخه ۱ و ۶۷ که توسط مرکز رایانش ناروژی توسعه یافته، ترسیم شده‌است. کی در گزارشی از توسعه ابتدائی اسمال‌تاک، نقاط عطف کلیدی منتسب به کاهلر را ذکر کرد. به گفته کی، در پهلوی انگالز، دیف روبسون و دیانا میری، به‌طور مثال، کاهلر در ظرف هفت ماه با موفقیت سیستم اسمال‌تاک – ۷۶ را از هیچ اجرا کرد. این کار شامل ۵۰ کلاس بود که دربرگیرنده ۱۸۰ صفحه کود منبع می‌شد. کاهلر همچنین اعتبار طرح سیستم حافظه مجازی (virtual memory) به نام محیط منطقه‌ای شی‌گرا (OOZE) را از خود کرده‌است. این سیستم به اسمال‌تاک سرعت بیشتر داد و سیستم ردیاب مورد استفاده برای شبیه‌سازی اسمال‌تاک-۷۶ را توسعه داد زیرا این فناوری می‌تواند خاطرات مجازی جدید را از تکرارهای قبلی خود بنویسد.
کاهلر با اسمال‌تاک با دو کسی که بعداً برنده Turing Award شدند کار کرد. او یک همکاری حرفه‌ای مادام‌العمر را با آلان کی طوری آغاز کرد که این‌جا بیان شده‌است. همچنین کاهلر در همکاری با پروفسور دیوید پاترسن، دانشگاه کالیفرنیا، برکلی که بعداً رهبر جنبش RISC-V شد، کتاب A Taste of Smalltalk را نوشت.

## اپل

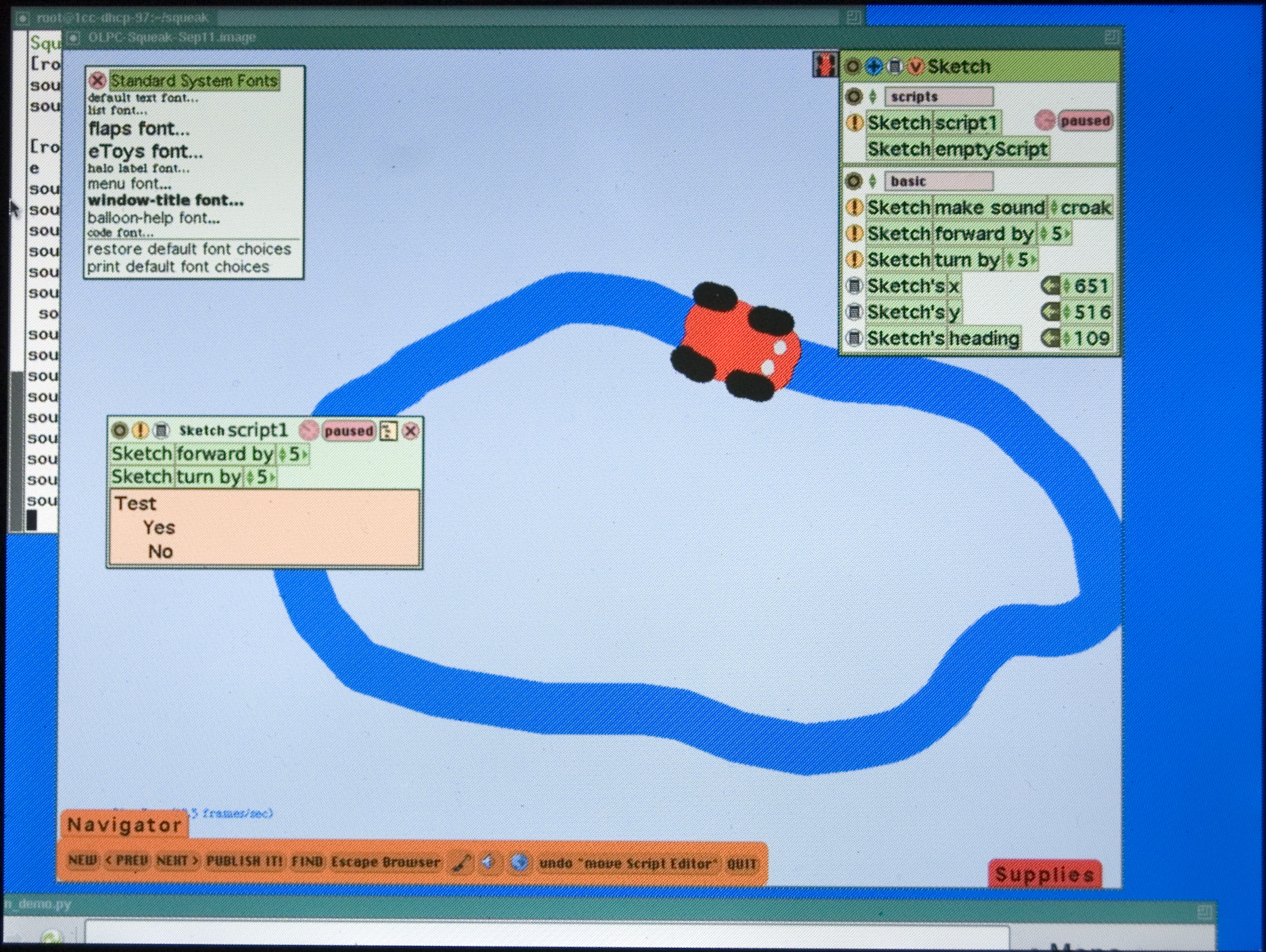
اسباب‌بازی الکتریکی اسکوییک

در مارس ۱۹۸۵، کاهلر به عنوان یک پژوهش‌گر به اپل رفت. او که در توسعه کامپیوترهای ماکنتاش سهم گرفت که اساساً کمک تکنیکی ارائه می‌کرد. با این حال، کاهلر بین سال‌های ۱۹۸۵ تا ۱۹۸۷ بیشتر به دلیل بهبودسازی سایر فناوری‌ها مانند سیستم هایپرکارت سیستم مورد توجه قرار گرفت. این ابزاریست که به کاربران اجازه می‌دهد محتویات سرگرمی و رهنمودی بسازند. کاهلر رابطی را علاوه کرد که کنترل ویدیو دیسک‌ها را ممکن می‌ساخت.
در سال ۱۹۹۶ میلادی، زمانی که کاهلر در اپل بود، یک پتنت ایالات متحده برای اختراع مشترک رابط کاربری متناوب بر اساس تقاضا (پاپ اپ) در محیط اطراف اشیا، با دکمه‌های برای دست‌کاری آن شی، دریافت کرد.

### اسکوییک
کاهلر همچنین در سال ۱۹۹۶ بخشی از تیم نرم‌افزار منبع باز اسکوییک مرکزی حمایت شده توسط جامعه شد که همچنین انگالز، جان مالونی، اسکات والاس و اندریس راب را شامل می‌شد. این نرم‌افزار اساساً در لابراتوار تحقیقی اپل از اسمال‌تاک-۸۰ توسعه یافته و بعداً در مهندسی والت دیسنی ادامه پیدا کرد. اسکوییک به عنوان یک زبان باز و بسیار قابل حمل توسعه داده شد که کاملاً در اسمال‌تاک نوشته شده و شامل سیستم EToys بود که به کودکان اجازه می‌داد عمل‌کرد نرم‌افزار را ببینند. استفاده از فناوری اسمال‌تاک به اسکوییک اجازه می‌دهد تا به آسانی اشکال‌زدایی، تجزیه و تحلیل و تغییر یابد. کاهلر اعتبار نوشتن کود سیستم رنگ آمیزی، paintbox اسکوییک و سایر نسخه‌های آزمایشی EToys این پلتفورم را از خود کرد.

## زندگی شخصی
در سال ۱۹۸۲، کاهلر با کارول ناسبی ازدواج کرد، کسی که برای چندین سال در اپل کار نمود، اولین رهنمای مالکان ماکنتاش را نوشت، سیستم کمکی هایپرکارت را برای نسخه ۱٫۰ ساخت و کتاب HyperCard Power را نوشت. در سال ۱۹۹۱ میلادی خانمش به دلیل اختلالات دیابت نوع ۱ در گذشت.
کاهلر در سال ۱۹۹۸ میلادی با همسر دومش سینتیا ازدواج کرد. او قبلاً برای ۲۵ سال استاد کودکستان بود و هنرمندی بود که آویزهای شیشه‌ای ذوب شده را برای گردن‌بندها و دست‌بندها می‌ساخت. آن‌ها در لاس ویگاس، نیوادا زندگی می‌کردند و سه فرزند داشنتد. در سال ۲۰۲۰، همسرش به دلیل سرطان درگذشت.